# Mistrovství Evropy v rychlobruslení 2008
Mistrovství Evropy v rychlobruslení 2008 se konalo ve dnech 12. a 13. ledna 2008 v rychlobruslařské hale Konkobežnyj centr Kolomna v ruské Kolomně. Jednalo se o 19. společné mistrovství Evropy a celkově o 33. evropský ženský šampionát a 102. mistrovství Evropy pro muže. Z předchozího šampionátu obhajovali tituly Nizozemec Sven Kramer a Češka Martina Sáblíková.
V Kolomně zvítězili Sven Kramer, pro něhož to byl třetí titul mistra Evropy v řadě, a poprvé ve své kariéře jeho krajanka Ireen Wüstová.
Z českých závodníků na evropském šampionátu startovali Andrea Jirků, Milan Sáblík a Martina Sáblíková.
| Program                                       | Program                                           |
| --------------------------------------------- | ------------------------------------------------- |
| 12. ledna                                     | 13. ledna                                         |
| 500 m ženy 500 m muži 3000 m ženy 5000 m muži | 1500 m ženy 1500 m muži 5000 m ženy 10 000 m muži |

## Muži
Mužského mistrovství Evropy se zúčastnilo celkem 33 závodníků z následujících zemí: Nizozemsko (4), Norsko (4), Itálie (3), Německo (3), Bělorusko (2), Finsko (2), Polsko (2), Rusko (2), Švédsko (2), Belgie (1), Česko (1), Francie (1), Maďarsko (1), Rakousko (1), Rumunsko (1), Španělsko (1), Švýcarsko (1), Ukrajina (1).
Závodníci na prvních 13 příčkách zajistili pro své země odpovídající počet míst pro start na Mistrovství světa ve víceboji 2008.
| Pořadí           | Jméno                | Země       | 500 m       | 5000 m        | 1500 m        | 10 000 m       | Počet bodů |
| ---------------- | -------------------- | ---------- | ----------- | ------------- | ------------- | -------------- | ---------- |
| Zlatá medaile    | Sven Kramer          | Nizozemsko | 36,20 (1.)  | 6:11,78 (1.)  | 1:45,52 (3.)  | 13:03,30 (1.)  | 147,716    |
| Stříbrná medaile | Håvard Bøkko         | Norsko     | 36,32 (4.)  | 6:17,45 (2.)  | 1:46,12 (4.)  | 13:06,42 (2.)  | 148,759    |
| Bronzová medaile | Enrico Fabris        | Itálie     | 36,76 (7.)  | 6:17,86 (4.)  | 1:45,45 (2.)  | 13:14,22 (3.)  | 149,407    |
| 4.               | Wouter olde Heuvel   | Nizozemsko | 36,74 (6.)  | 6:17,69 (3.)  | 1:46,42 (5.)  | 13:17,08 (4.)  | 149,836    |
| 5.               | Ivan Skobrev         | Rusko      | 36,36 (5.)  | 6:24,10 (5.)  | 1:47,52 (7.)  | 13:38,73 (9.)  | 151,546    |
| 6.               | Ben Jongejan         | Nizozemsko | 37,28 (13.) | 6:26,08 (6.)  | 1:47,11 (6.)  | 13:24,76 (6.)  | 151,829    |
| 7.               | Tobias Schneider     | Německo    | 37,26 (12.) | 6:29,15 (10.) | 1:47,64 (8.)  | 13:22,09 (5.)  | 152,159    |
| 8.               | Ted-Jan Bloemen      | Nizozemsko | 37,35 (14.) | 6:27,81 (9.)  | 1:49,56 (15.) | 13:26,48 (7.)  | 152,975    |
| 9.               | Jevgenij Lalenkov    | Rusko      | 36,22 (3.)  | 6:36,40 (15.) | 1:45,24 (1.)  | 14:02,69 (11.) | 153,074    |
| 10.              | Sverre Haugli        | Norsko     | 37,95 (20.) | 6:27,21 (8.)  | 1:48,05 (10.) | 13:27,92 (8.)  | 153,083    |
| 11.              | Henrik Christiansen  | Norsko     | 37,60 (17.) | 6:26,89 (7.)  | 1:48,42 (11.) | 13:39,64 (10.) | 153,411    |
| 12.              | Robert Lehmann       | Německo    | 36,91 (8.)  | 6:32,49 (12.) | 1:48,43 (12.) | 14:08,51 (12.) | 154,727    |
| 13.              | Konrad Niedźwiedzki  | Polsko     | 36,21 (2.)  | 6:40,43 (18.) | 1:48,02 (9.)  | —              | 112,259    |
| 14.              | Matteo Anesi         | Itálie     | 37,35 (14.) | 6:37,48 (16.) | 1:49,24 (14.) | —              | 113,511    |
| 15.              | Marco Weber          | Německo    | 37,74 (18.) | 6:30,43 (11.) | 1:50,28 (17.) | —              | 113,543    |
| 16.              | Luca Stefani         | Itálie     | 37,11 (9.)  | 6:35,05 (13.) | 1:51,64 (23.) | —              | 113,828    |
| 17.              | Christian Pichler    | Rakousko   | 37,45 (16.) | 6:44,91 (22.) | 1:49,10 (13.) | —              | 114,307    |
| 18.              | Joel Eriksson        | Švédsko    | 37,11 (9.)  | 6:47,41 (23.) | 1:50,09 (16.) | —              | 114,547    |
| 19.              | Odd Bohlin Borgersen | Norsko     | 38,07 (22.) | 6:35,81 (14.) | 1:51,28 (21.) | —              | 114,744    |
| 20.              | Johan Röjler         | Švédsko    | 38,00 (21.) | 6:39,21 (17.) | 1:50,99 (19.) | —              | 114,917    |
| 21.              | Vitalij Michajlov    | Bělorusko  | 37,20 (11.) | 6:48,45 (25.) | 1:51,01 (20.) | —              | 115,048    |
| 22.              | Milan Sáblík         | Česko      | 37,82 (19.) | 6:44,77 (21.) | 1:51,92 (24.) | —              | 115,603    |
| 23.              | Roger Schneider      | Švýcarsko  | 38,37 (25.) | 6:42,54 (20.) | 1:52,45 (25.) | —              | 116,107    |
| 24.              | Pascal Briand        | Francie    | 38,70 (27.) | 6:47,85 (24.) | 1:50,81 (18.) | —              | 116,421    |
| 25.              | Robert Brandt        | Finsko     | 38,53 (26.) | 6:59,49 (29.) | 1:53,41 (26.) | —              | 118,282    |
| 26.              | Marian Christian Ion | Rumunsko   | 38,90 (28.) | 6:54,16 (27.) | 1:54,21 (28.) | —              | 118,386    |
| 27.              | Sławomir Chmura      | Polsko     | 41,38 (32.) | 6:42,43 (19.) | 1:53,98 (27.) | —              | 119,616    |
| 28.              | Kris Schildermans    | Belgie     | 40,42 (29.) | 6:50,29 (26.) | 1:55,42 (30.) | —              | 119,922    |
| 29.              | Szabolcs Szőllősi    | Maďarsko   | 38,34 (24.) | 7:14,79 (32.) | 1:57,74 (32.) | —              | 121,065    |
| 30.              | Igor Dzjuba          | Ukrajina   | 40,61 (30.) | 6:56,18 (28.) | 1:56,62 (31.) | —              | 121,101    |
| 31.              | Roman Smirnov        | Bělorusko  | 38,07 (22.) | 7:29,63 (33.) | 1:54,60 (29.) | —              | 121,233    |
| 32.              | Asier Peña Iturria   | Španělsko  | 40,92 (31.) | 7:06,26 (30.) | 1:58,24 (33.) | —              | 122,959    |
| 33.              | Jarmo Valtonen       | Finsko     | DSQ         | 7:13,40 (31.) | 1:51,62 (22.) | —              | 80,547     |

## Ženy
Ženského mistrovství Evropy se zúčastnilo celkem 25 závodnic z následujících zemí: Německo (4), Nizozemsko (4), Rusko (3), Česko (2), Norsko (2), Polsko (2), Rumunsko (2), Bělorusko (1), Dánsko (1), Maďarsko (1), Rakousko (1), Švédsko (1), Ukrajina (1).
Závodnice na prvních 14 příčkách zajistily pro své země odpovídající počet míst pro start na Mistrovství světa ve víceboji 2008.
| Pořadí           | Jméno                        | Země       | 500 m       | 3000 m        | 1500 m        | 5000 m        | Počet bodů |
| ---------------- | ---------------------------- | ---------- | ----------- | ------------- | ------------- | ------------- | ---------- |
| Zlatá medaile    | Ireen Wüstová                | Nizozemsko | 39,43 (4.)  | 4:02,14 (2.)  | 1:56,88 (1.)  | 6:57,87 (2.)  | 160,533    |
| Stříbrná medaile | Paulien van Deutekomová      | Nizozemsko | 39,40 (3.)  | 4:03,40 (3.)  | 1:57,07 (2.)  | 7:02,40 (3.)  | 161,229    |
| Bronzová medaile | Martina Sáblíková            | Česko      | 40,58 (11.) | 4:01,67 (1.)  | 1:58,48 (6.)  | 6:53,42 (1.)  | 161,693    |
| 4.               | Claudia Pechsteinová         | Německo    | 39,52 (5.)  | 4:04,66 (4.)  | 1:57,28 (4.)  | 7:05,84 (4.)  | 161,973    |
| 5.               | Daniela Anschützová-Thomsová | Německo    | 39,79 (7.)  | 4:04,71 (5.)  | 1:57,91 (5.)  | 7:09,68 (5.)  | 162,846    |
| 6.               | Marrit Leenstraová           | Nizozemsko | 39,26 (2.)  | 4:08,34 (7.)  | 1:57,24 (3.)  | 7:16,55 (7.)  | 163,385    |
| 7.               | Renate Groenewoldová         | Nizozemsko | 40,78 (12.) | 4:05,14 (6.)  | 2:00,27 (10.) | 7:12,60 (6.)  | 164,986    |
| 8.               | Katarzyna Wójcická           | Polsko     | 40,13 (8.)  | 4:09,50 (8.)  | 1:59,83 (7.)  | 7:25,37 (9.)  | 166,193    |
| 9.               | Katrin Mattscherodtová       | Německo    | 41,28 (17.) | 4:10,19 (9.)  | 2:00,00 (8.)  | 7:17,53 (8.)  | 166,731    |
| 10.              | Jekatěrina Lobyševová        | Rusko      | 39,24 (1.)  | 4:13,18 (13.) | 2:00,59 (11.) | 7:36,04 (11.) | 167,236    |
| 11.              | Lucille Opitzová             | Německo    | 40,85 (14.) | 4:12,26 (11.) | 2:01,54 (13.) | 7:25,87 (10.) | 167,993    |
| 12.              | Galina Lichačovová           | Rusko      | 40,17 (9.)  | 4:15,39 (15.) | 2:00,15 (9.)  | 7:37,24 (12.) | 168,509    |
| 13.              | Jekatěrina Abramovová        | Rusko      | 39,73 (6.)  | 4:20,84 (17.) | 2:00,71 (12.) | —             | 123,439    |
| 14.              | Maren Haugliová              | Norsko     | 41,39 (18.) | 4:10,99 (10.) | 2:02,34 (14.) | —             | 124,001    |
| 15.              | Anna Rokitová                | Rakousko   | 41,01 (16.) | 4:13,09 (12.) | 2:03,31 (16.) | —             | 124,301    |
| 16.              | Mari Hemmerová               | Norsko     | 41,60 (20.) | 4:15,23 (14.) | 2:03,42 (17.) | —             | 125,278    |
| 17.              | Natalia Czerwonková          | Polsko     | 40,57 (10.) | 4:20,87 (18.) | 2:04,49 (19.) | —             | 125,544    |
| 18.              | Daniela Olteanová            | Rumunsko   | 41,54 (19.) | 4:18,66 (16.) | 2:03,00 (15.) | —             | 125,650    |
| 19.              | Julija Jasenoková            | Bělorusko  | 40,86 (15.) | 4:22,97 (22.) | 2:04,62 (20.) | —             | 126,228    |
| 20.              | Marita Johanssonová          | Švédsko    | 42,88 (23.) | 4:22,85 (21.) | 2:05,91 (21.) | —             | 128,658    |
| 21.              | Olena Mjahkichová            | Ukrajina   | 41,77 (21.) | 4:30,73 (23.) | 2:07,08 (23.) | —             | 129,251    |
| 22.              | Andrea Jirků                 | Česko      | 43,98 (24.) | 4:22,08 (19.) | 2:06,35 (22.) | —             | 129,776    |
| 23.              | Cathrine Grageová            | Dánsko     | 44,15 (25.) | 4:22,13 (20.) | 2:08,11 (24.) | —             | 130,541    |
| 24.              | Ágota Tóthová                | Maďarsko   | 41,92 (22.) | 4:34,60 (24.) | 2:10,82 (25.) | —             | 131,292    |
| 25.              | Bianca Anghelová             | Rumunsko   | 40,84 (13.) | DSQ           | 2:04,16 (18.) | —             | 82,227     |